# Ksitigarbha

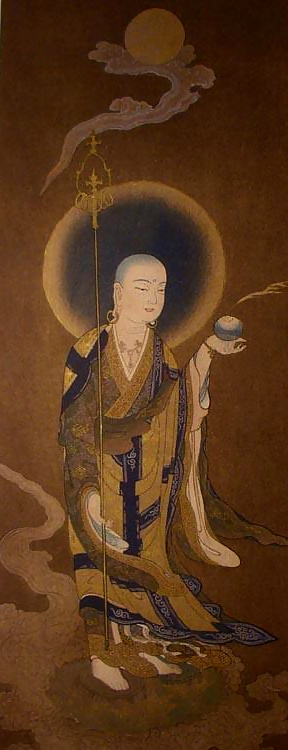
O pictură chinezească a lui bodhisattva Ksitigarbha.

Ksitigarbha (sanscrită , क्षितिगर्भ : Tezaurul Pământului) este unul dintre cei mai venerați bodhisattva ai budismului Mahayana, mai ales în Asia de Est. El este un bodhisattva al compasiunii menit să-i elibereze pe cei aflați în Infern (Naraka). Ksitigarbha preia sufletele credinicioșilor supuse torturii, și le îndreaptă către Paradisul Pământului Pur, condus de Buddha Amida, salvândule astfel de chinurile infernale. El este considerat și un ocrotitor al oamenilor aflați în pragul morții.

## Descriere
Ksitigarbha apare iconografic ca un călugăr budist cu capul ras, îmbrăcat într-un veșmânt monahal. În mâna dreaptă ține un khakkhara (sceptru cu clopoței), cu ajutorul căruia se spune că poate deschide porțile Infernurilor. În mâna stângă duce un giuvaier strălucitor, cel al îndeplinirii tuturor dorințelor, sau o perlă care iradiază o lumină strălucitoare în bezna subpământeană și alină suferințele păcătoșilor. Mai rar este reprezentat cu o aureolă pe cap sau uneori cu o coroană ceremonială de felul celor folosite de călugări în ritualurile funerare.

## Legende
O legendă istorisește că Ksitigarbha ar fi fost un prinț de origine coreeană care ar fi trăit în timpul dinastiei Tang (618-907 d.Hr) ca un pustnic pe muntele Jiu-hua shan din sudul Chinei. După moarte trupul său nu s-ar fi descompus, cea ce dovedește că fusese o ființă sacră . În locul respectiv credincioșii au înălțat un templu budist . O altă versiune a mitului spune că un călugăr budist pe nume Fu Lobu, care ar fi murit la vârsta de 99 de ani , s-ar fi transformat în bodhisattva Ksitigarbha . De asemenea mai există o versiune hindusă, accea că Ksitigarbha ar fi fost un tânăr brahman convertit la budism, care a jurat că nu va ajunge în paradis până nu va salva toate ființele vi din Infern.